# Alwin Fink
Alwin Fink (* 12. Januar 1949 in Augsburg) ist ein ehemaliger deutscher Fußballspieler, der als Aktiver in der Saison 1973/74 der Meistermannschaft des FC Augsburg in der Fußball-Regionalliga Süd angehört hat.

## Laufbahn
Die ersten Erfolge feierte das Defensivtalent aus Augsburg in den Reihen der bayerischen Verbandsauswahl. Fink gehörte in den Jahren 1970 und 1971 den erfolgreichen Auswahlmannschaften von Bayern an, die sich zweimal in Folge im Länderpokal durchsetzten. Am 6. Oktober 1970 gewann Bayern das Finale mit 2:0 in Karlsruhe gegen Nordbaden und am 11. Juli 1971 das Endspiel in Bayreuth mit 2:1 nach Verlängerung gegen den Niederrhein. Mit den Rot-Grün-Weißen vom FCA gewann Fink in der Saison 1972/73 die Meisterschaft in der Bayernliga und stieg damit in die Fußball-Regionalliga Süd auf.
Im letzten Jahr der damaligen Zweitklassigkeit des alten Regionalligasystems als Unterbau der Fußball-Bundesliga, 1973/74, entfachte die Heimkehr des Ex-Nationalspielers Helmut Haller von Juventus Turin in Augsburg eine ungeheure Begeisterung in der Fuggerstadt. Der FCA begann die Runde am 11. August 1973 mit einem überlegen heraus gespielten 6:2-Heimerfolg vor 18.000 Zuschauern im Rosenaustadion gegen den VfR Heilbronn. Vor Torhüter Hans Hauser bildeten Claus Brandmaier, Heiner Schuhmann, Herbert Höbusch und Alwin Fink die Abwehr. Der zweite Spieltag brachte die Begegnung gegen den TSV 1860 München im Münchner Olympiastadion. Vor ausverkauften Rängen mit offiziell 73.000 Zuschauern trennte man sich mit einem 1:1-Remis. Trainer Milovan Beljin vertraute auch im zweiten Heimspiel vor 30.000 Zuschauern gegen die Stuttgarter Kickers auf die gleiche Formation und der Aufsteiger gewann nach zwei Treffern von Erich Weixler mit 2:0 Toren. Am fünften Spieltag, den 1. September 1973, verfolgten 35.000 Zuschauer den 3:0-Heimsieg gegen den FC Bayern Hof. Augsburg schwamm auf einer Welle der Begeisterung und beendete die Runde am 4. Mai 1974 mit einem 5:2-Auswärtserfolg bei Jahn Regensburg als Meister der Fußball-Regionalliga Süd 1974. Alwin Fink hatte 28 Spiele absolviert und zog mit seinen Mannschaftskameraden in die Bundesliga-Aufstiegsrunde ein. Dort scheiterte Augsburg mit zwei Punkten Rückstand gegenüber Tennis Borussia Berlin, wobei die zwei direkten Duelle jeweils mit 2:2-Remis geendet hatten. Fink war in allen acht Partien gegen die Konkurrenten Tennis Borussia, Rot-Weiß Oberhausen, Borussia Neunkirchen und den FC St. Pauli zum Einsatz gekommen. 
Augsburg gelang das Kunststück, nur mit den Wertungspunkten der Spielzeit 1973/74 aufgrund der dreifachen Wertung in die 2. Fußball-Bundesliga ab der Spielzeit 1974/75 zu gelangen. Der KSV Hessen Kassel und der Freiburger FC konnten mit mehr Wertungspunkten als Absteiger nicht berücksichtigt werden. 
In der 2. Bundesliga hielt das zweijährige sportliche Hoch dann aber beim FCA nicht mehr an. Der letzte Regionalliga-Südmeister kam nur auf den 12. Rang in der Debütrunde der 2. Liga. Fink verteidigte dabei in 23 Spielen und schoss ein Tor. Als Zweitligaspieler wurde er am 25. September 1974 beim Länderspiel in Bursa gegen die Türkei vom verantwortlichen DFB-Trainer Jupp Derwall erstmals in der Fußballnationalmannschaft der Amateure eingesetzt. Mit seinem vierten Einsatz am 9. März 1976 in Offenburg gegen Österreich – er bildete dabei mit Werner Schneider das deutsche Außenverteidigerpaar – endeten seine Berufungen in der DFB-Auswahl der Amateure. In der 2. Liga hatte er 1975/76 nur noch in sechs Spielen mitgewirkt. Mit seinem Einsatz am 14. März 1976 gegen den Tabellenführer 1. FC Saarbrücken endete seine Laufbahn im Lizenzfußball.